# Maurice Walker (basket-ball)
Pour les articles homonymes, voir Maurice Walker et Walker.
Sean Maurice Walker, né le 21 novembre 1991, est un joueur de basket-ball professionnel canadien. Il évolue au poste de pivot au SOMB.

## Carrière
Après avoir passé cinq saisons avec l'équipe universitaire des Golden Gophers du Minnesota, en NCAA, Walker se présente à la draft 2015 de la NBA mais n'est sélectionné par aucune franchise. Il joue en ligue d'été NBA avec le maillot des Lakers de Los Angeles. Après la ligue d'été, il signe avec Vuelle Pesaro en Serie A italienne. Le 16 février 2016, il quitte l'équipe italienne et se rend à Keravnos.   
En 2019, il s'engage avec Boulogne-sur-Mer.